# محمدصالح جوکار
محمدصالح جوکار (زاده ۱۳۳۶ یزد) سرتیپ‌دوم سپاه پاسداران انقلاب اسلامی است، که در ادوار نهم، یازدهم و دوازدهم مجلس شورای اسلامی به‌عنوان نماینده یزد در مجلس حضور دارد.
وی فعالیت نظامی را در خلال جنگ ایران و عراق در سپاه پاسداران آغاز کرد. جوکار از ۱۳۷۵ تا ۱۳۸۰ فرمانده بسیج استان یزد بود، در فاصله سال‌های ۱۳۸۰ تا ۱۳۸۳ به‌عنوان فرمانده بسیج استان هرمزگان فعالیت می‌کرد، از ۱۳۸۳ تا ۱۳۹۰ ریاست سازمان بسیج دانش‌آموزی و فرهنگیان را برعهده داشت و از ۱۳۹۶ تا ۱۳۹۸ معاون حقوقی و امور مجلس سپاه پاسداران بود.

## سوابق
وی نماینده یزد، اشکذر، زارچ، بخش ندوشن و دهستان سورک در دوره های نهم، یازدهم و دوازدهم مجلس شورای اسلامی میباشد. 
او پس از پایان دوره نهم مجلس به عنوان معاون حقوقی و پارلمانی سپاه پاسداران از ۱۹ آذر ۱۳۹۶ تا سال ۱۳۹۸ مشغول بود و پس از آن با شرکت در انتخابات یازدهمین دوره مجلس شورای اسلامی، به عنوان نماینده شهرستان‌های یزد و اشکذر انتخاب شد. ۱۰ اکتبر ۲۰۱۱ اتحادیه اروپا، محمدصالح جوکار را به دلیل نقشی که در نقض گسترده و شدید حقوق شهروندان ایرانی داشته، تحریم کرد.

## تحریم‌های بین‌المللی

### تحریم اتحادیه اروپا
اتحادیه اروپا طی تصمیم مورخ مورخ ۱۸ مهر ۱۳۹۰ (۱۰ اکتبر ۲۰۱۱)، ۲۹ مقام ایرانی از جمله محمدصالح جوکار را به دلیل نقشی که در نقض گسترده و شدید حقوق شهروندان ایرانی داشته‌اند، تحت تحریم قرار داد. همچنین کلیه دارایی‌های این مقامات نیز در اروپا توقیف خواهد شد.